# Elementos del grupo 9
| Grupo   | 9      |
| Periodo |        |
| 4       | 27 Co  |
| 5       | 45 Rh  |
| 6       | 77 Ir  |
| 7       | 109 Mt |
|         |        |

Los elementos del grupo 9 son:
- Cobalto (27)
- Rodio (45)
- Iridio (77)
- Meitnerio (109)

| Código color en tabla: | Metales de transición |

A temperatura ambiente todos son sólidos. Los señalados en rojo son sintéticos y no están en la naturaleza.

Los metales
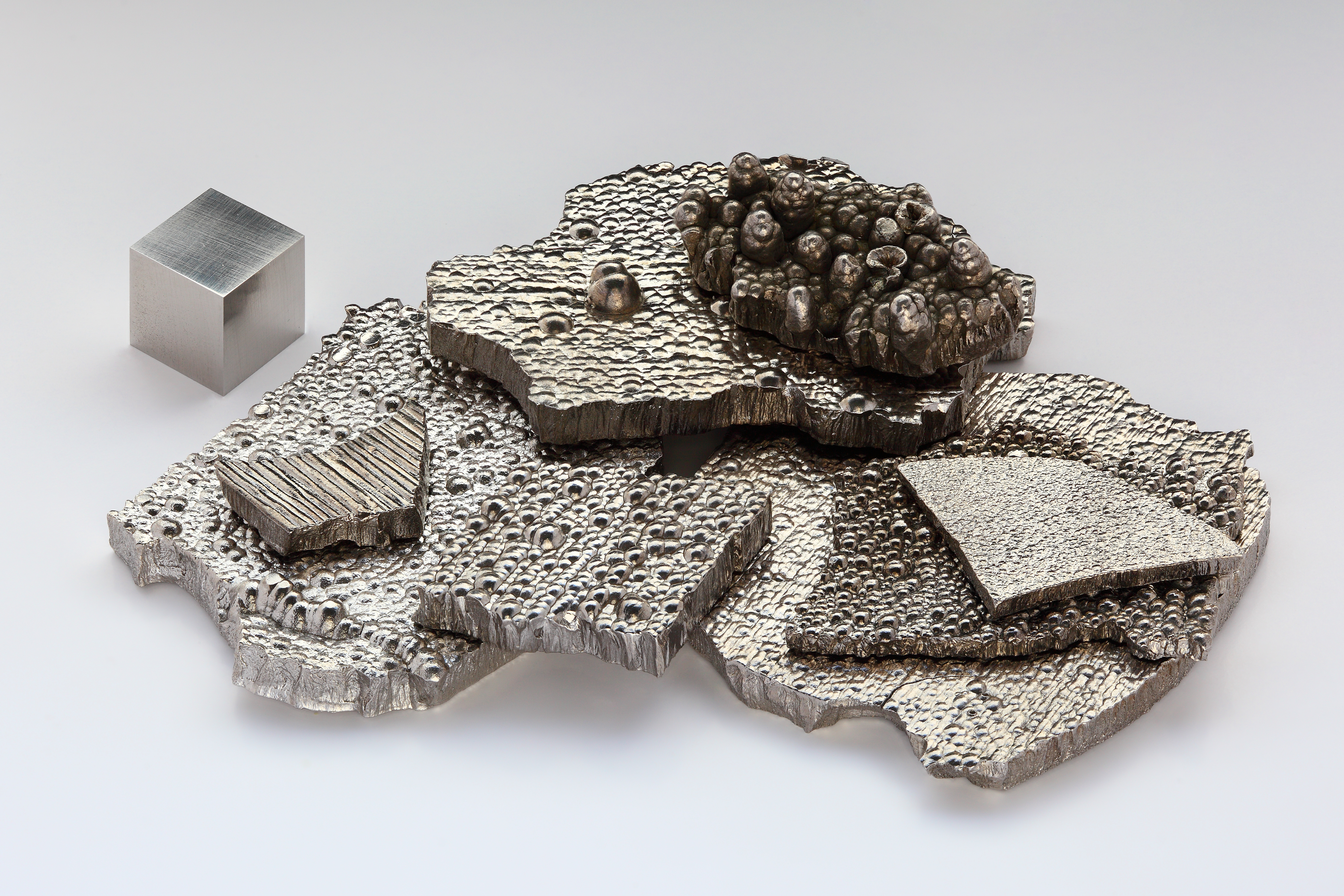
Cobalto
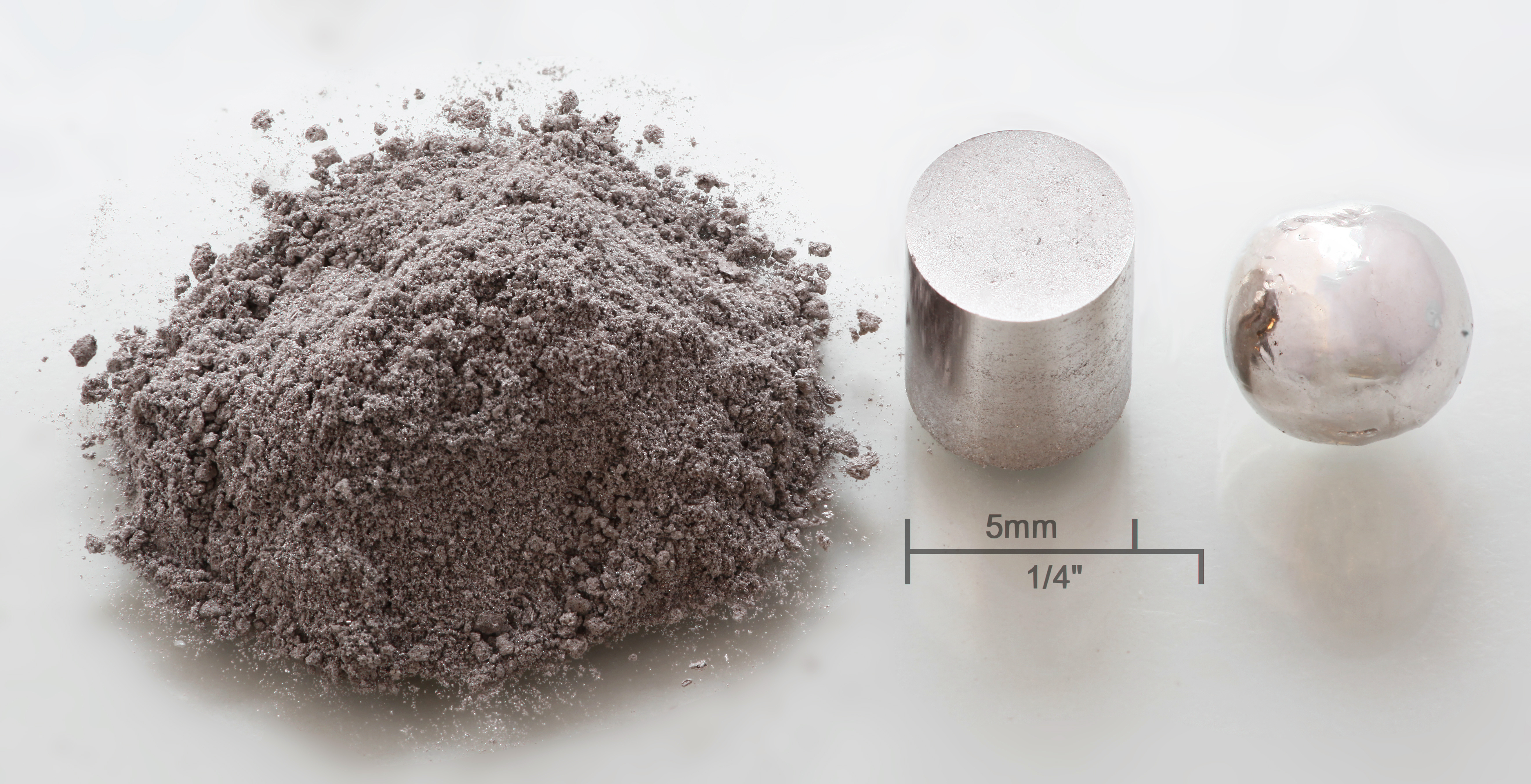
Rodio